# Порретта-Терме
Порретта-Терме (итал. Porretta Terme) —  коммуна в Италии, располагается в регионе Эмилия-Романья, подчиняется административному центру Болонья.
Население составляет 4528 человек, плотность населения составляет 137 чел./км². Занимает площадь 33 км². Почтовый индекс — 40046. Телефонный код — 0534.
Покровительницей коммуны почитается святая равноапостольная Мария Магдалена, празднование 22 июля.

## Города-побратимы
- Village of Columbus and Camp Furlong[вд], США (2004)
- Ольюль, Франция (2004)